# رايو تشونغ كيل
رايو تشونغ كيل مواليد 5 نوفمبر 1940 في كوريا الشمالية، هو لاعب كرة قدم كوري شمالي كان يلعب في مركز الدفاع. مثّل منتخب كوريا الشمالية لكرة القدم. سبق له أن لعب في كأس العالم لكرة القدم مع منتخب بلاده في مونديال عام 1966م.

## روابط خارجية
- رايو تشونغ كيل على موقع الاتحاد الدولي (مؤرشف)  (الإنجليزية)
- رايو تشونغ كيل على موقع Soccerway.com (الإنجليزية)
- رايو تشونغ كيل على موقع عالم كرة القدم.نت (الإنجليزية)